# 7-cm-Gebirgskanone M. 99
Die 7-cm-Gebirgskanone M. 99 war ein Gebirgsgeschütz Österreich-Ungarns, welches im Ersten Weltkrieg zum Einsatz kam. Sie war bei Kriegsbeginn die Standard-Gebirgskanone der österreichisch-ungarischen Streitkräfte. Im Serbienfeldzug 1914 galt die Kanone den französischen Geschützen wie der Canon de 75 mm modèle 1912 Schneider als deutlich unterlegen.

## Beschreibung und Hintergründe
Die 7-cm-Gebirgskanone M. 99 war eines der ersten Geschütze der Streitkräfte von Österreich-Ungarn, welches Patronenmunition nutzte. Die Einführung wurde 1902 beschlossen und schließlich 1904 vollzogen. Die neue Gebirgskanone ersetzte die alte 7-cm-Gebirgskanone M. 75. Sie war schwerer als diese, wies aber die doppelte Schusswirkung auf. Die Kanone war zu Beginn des Krieges die Hauptausstattung der Gebirgskanonenbatterien obwohl sie da schon als veraltet galt, weil sie über keinen Rohrrücklauf verfügte, welcher den Rückstoß neutralisieren könnte. Der Rückstoß wurde stattdessen von einem federgelagerten Erdsporn gehemmt. Dieser Erdsporn war eine Erfindung von Alfred von Kropatschek.
Die Kanone war in drei Teile, Waffenrohr und zwei Lafettenteile zerlegbar und so mit Tragtieren transportierbar. Es war ein Hinterlader mit exzentrischem Schraubenverschluss mit Spannabzug. Das Waffenrohr war ein Mantelrohr, das Kernrohr aus Schmiedebronze, der Mantel aus Stahlbronze. Die Lafette bestand aus Stahlblech. Das Ausrichten der Kanone geschah über eine Doppelschraubenrichtmaschine. Das Gewicht in Feuerstellung betrug 318 kg.
Als Munition standen Schrapnell mit 216 Kugeln aus Hartblei und eine Granate, beides mit Doppelzünder (Zeit- und Aufschlagfunktion), zur Verfügung. Das Geschossgewicht war etwa 4,7 kg. Die Mündungsgeschwindigkeit betrug 297 bis 306 m/s, die Reichweite 4 bis 5 km.
Ersetzt wurde die Kanone durch die 7,5-cm-Gebirgs-Kanone M.15.